# Weidmüller (Unternehmen)

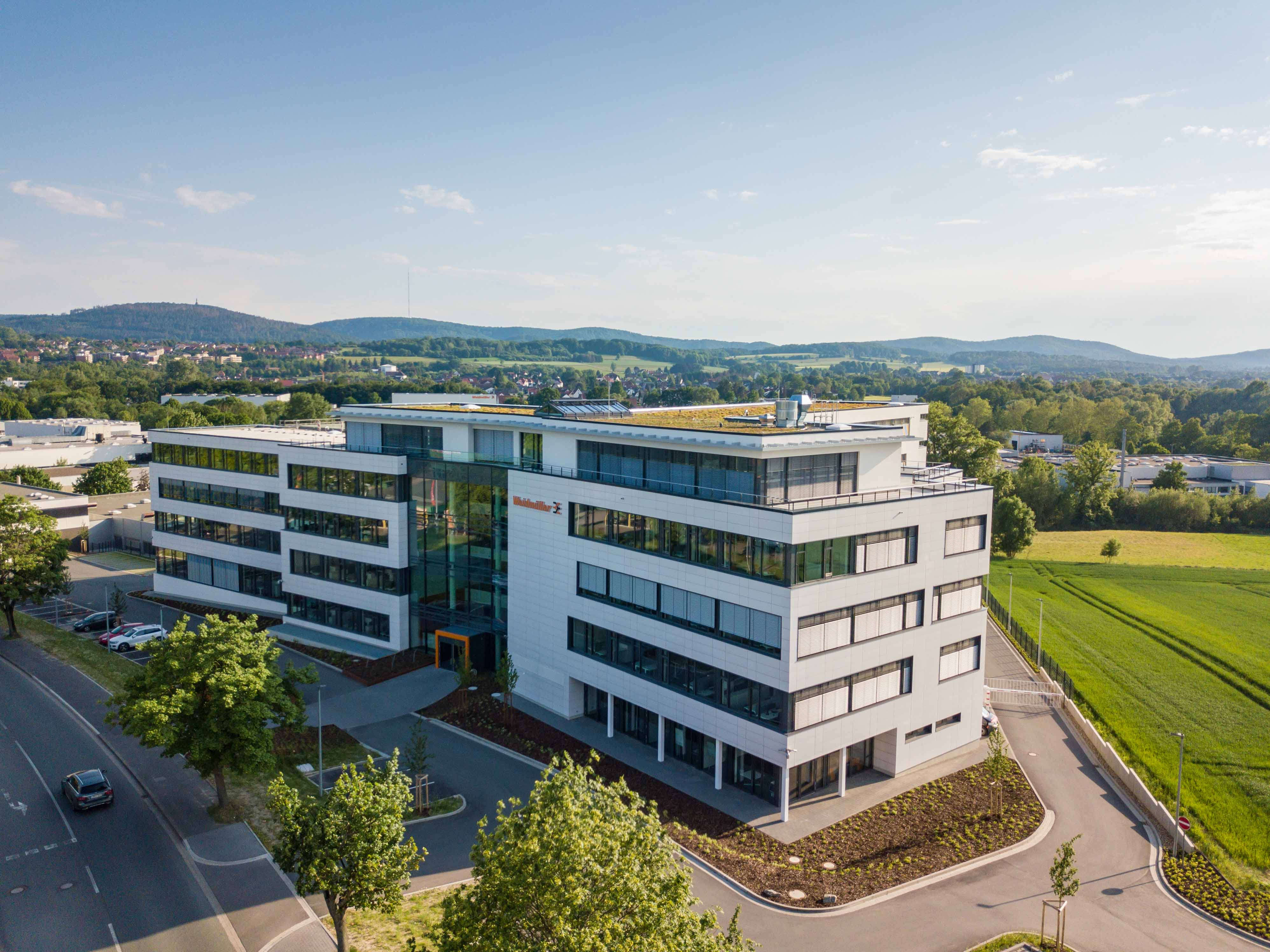
Kunden- und Technologiecenter in Detmold

Die Weidmüller Holding AG & Co. KG ist die Konzernobergesellschaft der Weidmüller-Gruppe. einem deutschen Hersteller auf dem Gebiet der elektrischen Verbindungstechnik und Elektronik. Der Hauptsitz ist in Detmold in der Region Ostwestfalen-Lippe.
Die Weidmüller-Gruppe befindet sich im Eigentum der Peter Gläsel Beteiligungs GmbH & Co. KG (50 %) und der Gläsel Beteiligungs GmbH (50 %), beide mit Sitz in Detmold.
Das Unternehmen verfügt über Produktionsstätten, Vertriebsgesellschaften und Vertretungen in 80 Ländern. Mit seinen Produkten ist Weidmüller überwiegend im Maschinenbau, der Prozessindustrie, der Energiegewinnung und erneuerbaren Energien, der Verkehrstechnik, der Gebäudeinfrastruktur und im Bereich der Gerätehersteller aktiv.
Weidmüller ist am Spitzencluster it’s OWL sowie zahlreichen weiteren Forschungskooperationen, wie der Robotation Academy Foshan, der Smart Factory KL und dem Centrum Industrial IT in Lemgo beteiligt.
Die Firma gehört mit Phoenix Contact und Harting zu den drei großen deutschen Steckerherstellern.

## Geschichte
Im Jahr 1850 wurde C. A. Weidmüller als ein Unternehmen der Textilindustrie durch Carl August Weidmüller in Reichenbrand bei Chemnitz gegründet. Gottfried Gläsel wurde 1931 als Teilhaber in die Firmenleitung aufgenommen und 1937 alleiniger Inhaber und Geschäftsführer. Aus Wiedererkennungsgründen wurde der Firmenname C. A. Weidmüller beibehalten. 1943 erfolgte durch den Zweiten Weltkrieg eine Änderung der Produktpalette. Auf der Suche nach passenden Produkten für seinen Betrieb lernte Gottfried Gläsel Wilhelm Staffel kennen, der als Entwicklungsingenieur bei AEG mit der Entwicklung der ersten automatischen Maschinensteuerungen (z. B. für Fräsmaschinen) beschäftigt war. Die Zusammenarbeit mit Wilhelm Staffel führt zur Produktion der ersten „Staffel-Klemme“ für die AEG in Berlin.
Die Wiederaufnahme des Kontakts zu Wilhelm Staffel im Jahre 1947 führte zu einem Vertrag, der 1948 die Grundlage für die Neugründung von C. A. Weidmüller in Berlebeck bei Detmold bildete. Im selben Jahr wurde mit der Produktion der ersten kunststoffisolierten Anreihklemme begonnen. 1952 stellte Weidmüller erstmals auf der Hannover Messe aus. Im gleichen Jahr wurde die „Schaltanlagen-Anreih-Klemme“ (SAK) aus duroplastischen Kunststoffen als Isoliermaterial und patentiertem Zugbügel aus Stahl als Klemmsystem entwickelt. Die Reihenklemme ist nach Aussage der Firma auch Ende 2018 ein „Verkaufsschlager“.
In den Jahren nach 1952 weitete das Unternehmen seine internationalen Aktivitäten aus und etablierte sich sowohl in Europa, als auch in Amerika sowie in Asien. Mittlerweile ist Weidmüller in über 80 Ländern weltweit vertreten. Davon an den Standorten Deutschland, Tschechien, Rumänien, China und Brasilien mit einer Produktionsstätte und an den Standorten Deutschland, Spanien, Australien, China, Brasilien und Singapur mit einem Entwicklungszentrum.
1959 wurde die erste ausländische Vertriebsgesellschaft in England gegründet. 1967 folgten Vertriebsgesellschaften in Österreich, Frankreich und Italien. 1978 kam Spanien hinzu sowie in den darauffolgenden Jahren Schweden und Belgien. Mit der Gründung der Thüringischen Weidmüller GmbH im Jahr 1991 breitete sich das Unternehmen auch in Ost- und Zentraleuropa aus. Jüngstes Mitglied der Gruppe in Europa ist die Vertriebsniederlassung in der Schweiz.
1975 erfolgte die Ausweitung der Aktivitäten auf Brasilien, Kanada und die USA. Die Präsenz auf dem amerikanischen Kontinent wurde im Jahr 1994 durch eine Vertriebsgesellschaft in Mexiko ergänzt. Nach dem Verkauf der Vertriebsgesellschaften wurden diese im Jahr 2017 von Weidmüller von dem amerikanischen Unternehmen Rockwell Automation, Inc. zurückgekauft.
1980 kam es zur Gründung einer Vertriebsgesellschaft in Japan, durch die Weidmüller seine Präsenz in Asien etablierte. Kurz darauf folgte eine Vertriebsgesellschaft in Singapur. Seit 1994 baut das Unternehmen zudem seine Präsenz in China kontinuierlich aus. Gruppenunternehmen und Vertriebsgesellschaften in Hongkong, Shanghai und Malaysia ergänzen die Präsenz in der Region. Heute arbeiten rund 1.000 Mitarbeiter an zwei Standorten und in 16 Vertriebsbüros. Schon 1997 war die Automationstechnik zum zweiten Standbein geworden, ein weiteres Gebiet war die interaktive Vernetzung in Fertigung, Gebäude- und Energietechnik.
Das um 1950 erbaute Industriegelände der Weidmüller Interface GmbH & Co. KG in Detmold-Berlebeck wurde 2005 abgebrochen.
2014 versuchte Weidmüller unter dem Finanzvorstand Harald Vogelsang vergeblich das Familienunternehmen R. Stahl, das im Bereich des Explosionsschutzes tätig ist, zu übernehmen. Der Umsatz im selben Jahr betrug 673 Millionen Euro; er konnte in Asien nach 50 Prozent im Jahr 2013 um etwa 120 Prozent gesteigert werden.

## Digitalisierung
Unter anderem durch die Entwicklung der Industrie 4.0 getrieben, erhält neben der Internationalisierung auch die Digitalisierung einen immer größeren Stellenwert in dem Unternehmen. Weidmüller versteht sich als Anbieter und Anwender von Industrie 4.0 und nutzt die Digitalisierung zur Steigerung der Wettbewerbsfähigkeit, Flexibilität und Minimierung der Verschwendung. Da das Unternehmen zahlreiche Produkte für die Verteilung von Energie, Signalen und Daten herstellt, beeinflusst die Digitalisierung das Portfolio in großem Maß.

## Automatisierung
Weidmüller bietet konkrete Lösungen, mit denen produzierende Unternehmen sich auf die Anforderungen der Industrie 4.0 vorbereiten können. 2013 präsentierte Weidmüller erstmals ein Remote I/O System auf der SPS IPC/Drives in Nürnberg, dieses wurde kontinuierlich ausgebaut. Den Aufbau individueller Steuerungslösungen ermöglicht seit 2018 u-mation, ein offener, plattformunabhängiger Automatisierungsbaukasten. Mit Industrial Analytics führte Weidmüller zudem eine Software ein, welche Predictive Maintenance, Predictive Quality sowie neue Geschäftsmodelle ermöglicht. Zum Einsatz kommen hier Künstliche Intelligenz und Machine Learning.

## Standorte in Deutschland

### Detmold

#### Klingenbergstraße
Nachdem 1948 zunächst die Neugründung von C.A. Weidmüller in Berlebeck bei Detmold stattfand, zog das Unternehmen im Jahr 1975 nach Detmold an die Klingenbergstraße. Dies stellte bis zum Bau des Customer & Technology Center die Hauptzentrale von Weidmüller dar. Bestehend aus mehreren Gebäuden befindet sich hier ein Großteil der Produktion.

#### Customer & Technology Center
Das Kunden- und Technologiecenter wurde Anfang 2019 nach knapp zwei Jahren Bauzeit am Standort Detmold eröffnet. Auf etwa 12.000 Quadratmetern Nutzfläche arbeiten ungefähr 400 Mitarbeiter des Elektrotechnikunternehmens. Bei dem neuen Gebäude standen bei der Planung und dem Bau insbesondere die Aspekte Nachhaltigkeit, Energieeffizienz und moderne Arbeitsplatzgestaltung im Vordergrund. Das Kunden- und Technologiecenter verfügt über Büro- und Konferenzräume, in denen die Mitarbeiter interdisziplinär zusammenarbeiten können. Der Energieverbrauch des Gebäudes liegt zum Zeitpunkt des Baus im Jahr 2018 55 Prozent unter den gesetzlichen Anforderungen der Energieeinsparverordnung aus dem Jahr 2016. Erreicht wird dies unter anderem durch eine Photovoltaikanlage auf dem Dach, ein Geothermiefeld sowie energiesparende Technik im Inneren des Gebäudes.

#### Akademie

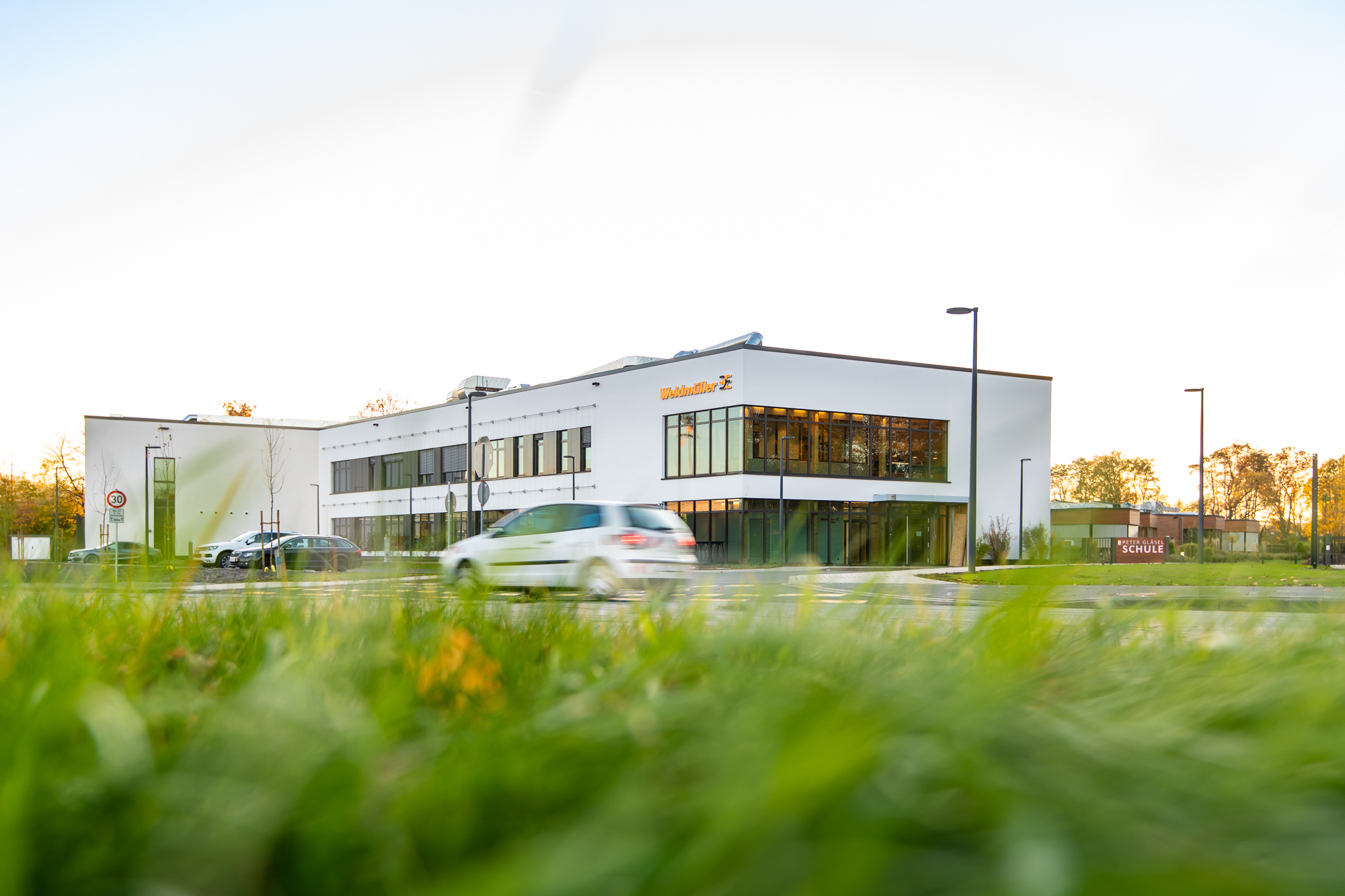
Die Weidmüller-Akademie im Jahr 2022

Seit 2003 betreibt Weidmüller am Standort Detmold eine Akademie zur Aus- und Weiterbildung der Mitarbeiter. Dort werden alle Aktivitäten zur Qualifizierung, zum Wissensaufbau im Unternehmen und zum Wissensaustausch mit externen Institutionen, Universitäten und Partnern gebündelt. Dabei ist sie sowohl regional und national, als auch international tätig. Die Akademie am Standort in Detmold wurde 2013 von der NRW-Landesregierung für innovative Konzepte im Wissensaustausch zwischen Wirtschaft und Wissenschaft als „Ort des Fortschritts“ ausgezeichnet. 2018 feierte die Akademie ihr 15-jähriges Jubiläum. Neben der Akademie am Standort Deutschland wurde im Oktober 2011 zudem die Academy Asia in Shanghai eröffnet.

#### Niemeierstraße
Das Werk Niemeierstraße ist eine 8.200 Quadratmeter große Produktionshalle am Standort in Detmold. Eingesetzt wurden dafür Technologien, die eine Produktion bei minimiertem Energieverbrauch erlauben. In dem Gebäude werden elektromechanische Komponenten hergestellt.

### Wutha-Farnroda

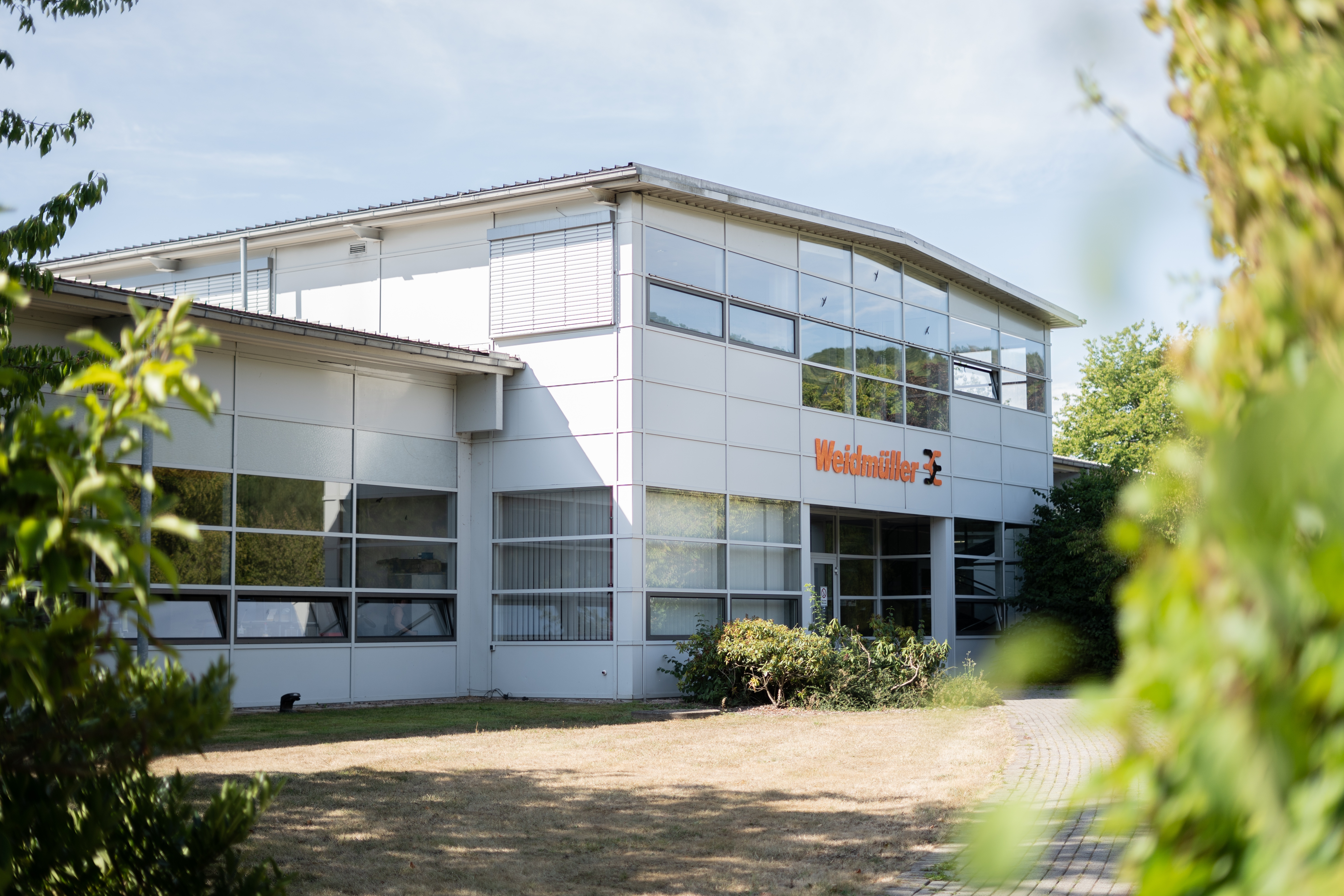
„Thüringische Weidmüller GmbH“ (TWG) von außen

Die Produktionsgesellschaft „Thüringische Weidmüller GmbH“ (TWG) wurde im Jahr 1990 gegründet und liegt im Raum Eisenach. An diesem Standort arbeiten 285 Mitarbeitende (Stand 2019), um hauptsächlich Komponenten für die Leiterplattenanschlusstechnik herzustellen. 2010 erhielt das Werk den „Thüringischen Staatspreis für Qualität“.

### Paderborn

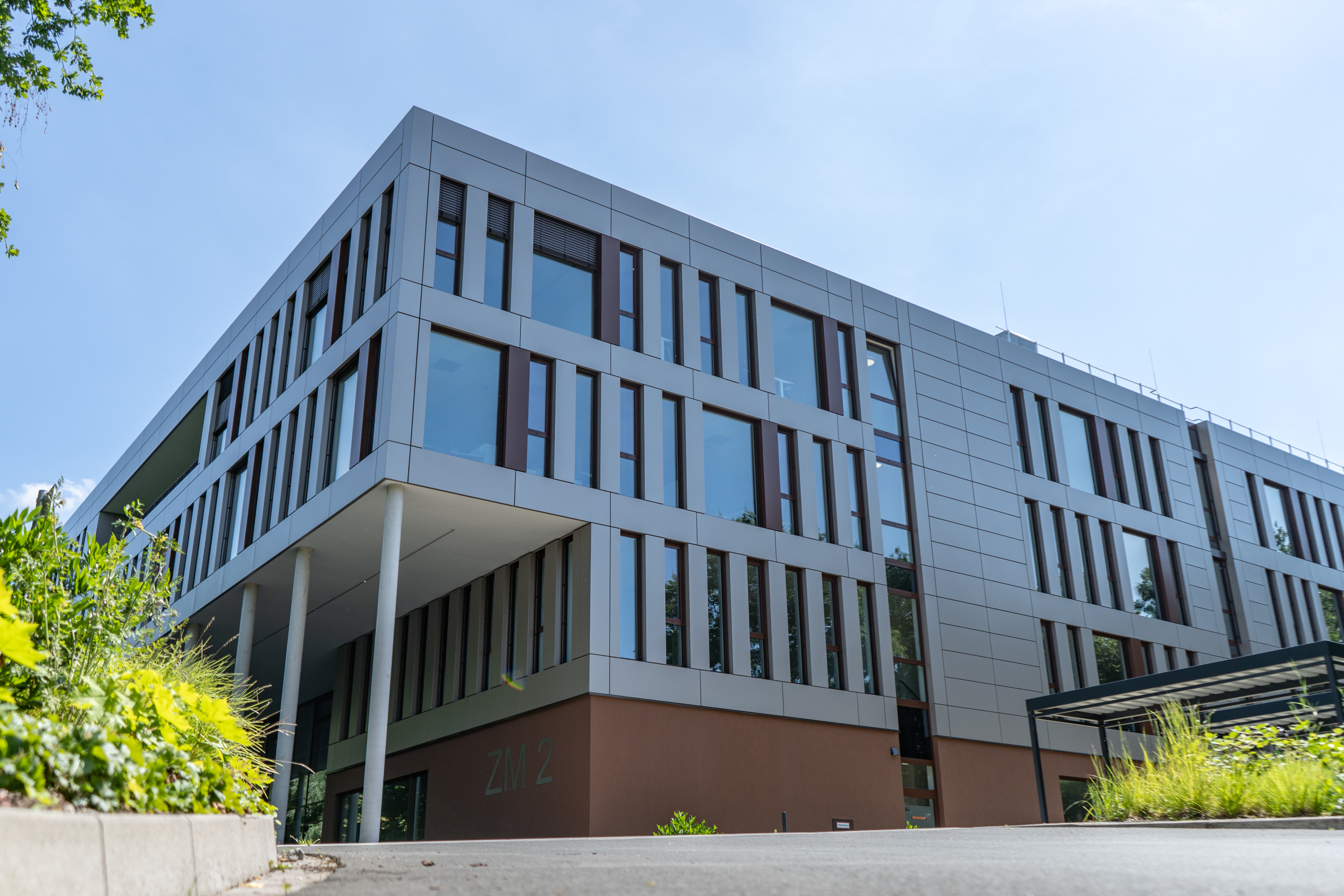
Forschungs- und Innovationszentrum an der Zukunftsmeile 2 in Paderborn

In Paderborn an der Zukunftsmeile 2 ist ein neues Forschungs- und Innovationszentrum entstanden. Hier mieten neben Weidmüller auch die Universität Paderborn, das Fraunhofer-Institut für Entwurfstechnik Mechatronik IEM und die S&N Invent GmbH Räumlichkeiten. Seit 2020 finden hier 250 Mitarbeitende der Division Automation Products and Solutions Platz, um eng mit der Wissenschaft zusammenzuarbeiten und sich mit Lösungen für die Automatisierung und Digitalisierung beschäftigen. Zudem gibt es eine eigene Anlauffertigung und ein Entwicklungslabor.

### Dresden
Um das Portfolio für den Windbereich zu vergrößern, übernahm Weidmüller im Jahr 2016 die Bosch Rexroth Monitoring Systems GmbH von Bosch Rexroth. Das Unternehmen erhielt anschließend den Namen „Weidmüller Monitoring Systems“ und beschäftigt knapp 30 Mitarbeiter (Stand 2019). An diesem Standort werden Condition Monitoring Systeme für Windenergieanlagen entwickelt, gefertigt und vertrieben.

### Marktheidenfeld
Im Jahr 2018 übernahm Weidmüller die Mehrheit der Anteile an der GTI-control mbH und der GTI-process AG, die nun unter dem Namen Weidmüller GTI Software GmbH weitergeführt werden. An diesem Standort, an dem softwarebasierte Visualisierungslösungen für den Maschinen- und Anlagenbau entwickelt und vertrieben werden, arbeiten rund 33 Mitarbeiter (Stand 2019).

### Hörselberg-Hainich
Am Standort Hörselberg-Hainich, zehn Kilometer vom Standort der Thüringischen Weidmüller GmbH (TWG) in Wutha-Farnroda, entstand auf einer Fläche von 72.000 m² ein neues Logistik-Zentrum, das im Jahr 2023 fertiggestellt wurde. Aufgrund der Anbindung des Werks an die Autobahn sowie der kurzen Wege zu den beiden wichtigsten deutschen Frachtflughäfen Frankfurt und Leipzig ist das Zentrum ein essenzieller zentraleuropäischer Umschlagplatz für alle Produkte von Weidmüller.

## Gremienarbeit
Weidmüller ist Teil verschiedener Fachausschüsse des VDIs/VDEs und ist auch im VDMA (Verband Deutscher Maschinen- und Anlagenbau) tätig. Außerdem ist das Unternehmen Mitglied im ZVEI (Zentralverband Elektrotechnik- und Elektroindustrie).